# Oiwake (stacja kolejowa)
Oiwake (jap. 追分駅 Oiwake-eki) – stacja kolejowa w mieście Akita, w prefekturze Akita, w Japonii.

## Położenie
Stacja położona jest w dzielnicy Kanaashi-oiwake, na osiedlu Ebiana, na północ od centrum Akity, w pobliżu uczelni Akita Prefectural University oraz parku Kenritsu Koizumigata Kōen.

## Linie kolejowe
Stacja znajduje się na linii Ōu-honsen, między stacjami Kami-Iijima i Ōkubo oraz na linii Ogata-sen między stacjami Kami-Iijima i Detohama.

## Historia
Otwarta została 21 października 1902 roku. W 2012 roku obsługiwała średnio 1 838 pasażerów dziennie.